# Кисосаки
Кисосаки (яп. 木曽岬町 Кисосаки-тё:) — посёлок в Японии, находящийся в уезде Кувано префектуры Миэ. Площадь посёлка составляет 15,72 км², население — 6486 человек (1 июня 2014), плотность населения — 412,60 чел./км².

## Географическое положение
Посёлок расположен на острове Хонсю в префектуре Миэ региона Кинки. С ним граничат города Кувана, Ятоми.

## Население
Население посёлка составляет 6486 человек (1 июня 2014), а плотность — 412,60 чел./км². Изменение численности населения с 1980 по 2005 годы:
| 1980 | 4986 чел. |  |
| 1985 | 6307 чел. |  |
| 1990 | 7167 чел. |  |
| 1995 | 7231 чел. |  |
| 2000 | 7172 чел. |  |
| 2005 | 6965 чел. |  |

## Символика
Деревом посёлка считается сакура, цветком — нарцисс.